# Sebadai Hulu
Sebadai Hulu is een bestuurslaag in het regentschap Natuna van de provincie Riau-archipel, Indonesië. Sebadai Hulu telt 360 inwoners (volkstelling 2010).